# Patricia Smith
Patricia Catherine Marjorie Smith (conocida como Tricia Smith; Vancouver, 14 de abril de 1957) es una deportista canadiense que compitió en remo.
Participó en tres Juegos Olímpicos de Verano entre los años 1976 y 1988, obteniendo una medalla de plata en Los Ángeles 1984 en la prueba de dos sin timonel. Ganó siete medallas en el Campeonato Mundial de Remo entre los años 1977 y 1986.

## Palmarés internacional
| Juegos Olímpicos   | Juegos Olímpicos             | Juegos Olímpicos  | Juegos Olímpicos   |
| Año                | Lugar                        | Medalla           | Prueba             |
| ------------------ | ---------------------------- | ----------------- | ------------------ |
| 1984               | Los Ángeles (Estados Unidos) | Medalla de plata  | Dos sin timonel    |
| Campeonato Mundial |                              |                   |                    |
| Año                | Lugar                        | Medalla           | Prueba             |
| 1977               | Ámsterdam (Países Bajos)     | Medalla de bronce | Ocho con timonel   |
| 1978               | Cambridge (Nueva Zelanda)    | Medalla de bronce | Ocho con timonel   |
| 1981               | Múnich (RFA)                 | Medalla de plata  | Dos sin timonel    |
| 1982               | Lucerna (Suiza)              | Medalla de bronce | Dos sin timonel    |
| 1983               | Duisburgo (RFA)              | Medalla de bronce | Dos sin timonel    |
| 1985               | Malinas (Bélgica)            | Medalla de bronce | Cuatro con timonel |
| 1986               | Nottingham (Reino Unido)     | Medalla de bronce | Cuatro con timonel |